# Gruinart Flats

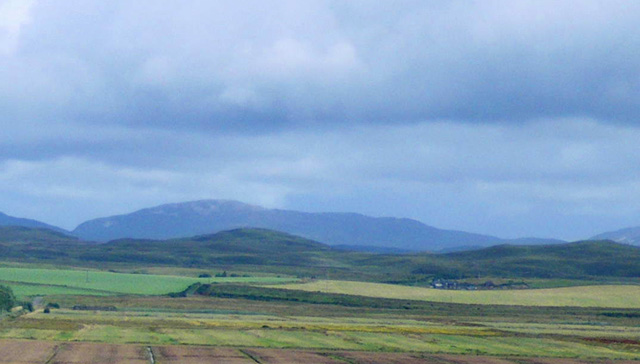
Perfil sur de los Gruinart Flats.

Los Gruinart Flats son un accidente geográfico en forma de llano bajo en la parte occidental de la isla de Islay, en Escocia. La zona es una importante área de conservación, habiendo sido designada como una SSSI. La mayoría de los Gruinart Flats lo constituyen un área de marisma gestionada por la Royal Society for the Protection of Birds. Esta zona es conocida por ser habitada desde edades tempranas por poblaciones mesolíticas.